# Filip Württemberský
Filip Württemberský (Filip Alexandr Maria Arnošt; 30. července 1838, Neuilly-sur-Seine – 11. října 1917, Stuttgart) byl německý princ, hlava římskokatolické vedlejší větve dynastie, která vládla ve Württemberském království.

## Život
Filip se narodil jako jediný syn vévody Alexandra a jeho manželky Marie, dcery francouzského krále Ludvíka Filipa. Matka zemřela, když mu bylo jen několik měsíců a tak byl poslán na výchovu ke svým prarodičům do Paříže. Když mu bylo deset let, musela královská rodina prchnout z Francie a usadit se v exilu ve Velké Británii.
Vévoda Filip byl zasnouben se Sofií Bavorskou, sestrou rakouské císařovny Alžběty. Vévoda však zasnoubení zrušil a v roce 1864 se oženil s o sedm let mladší arcivévodkyní Marií Terezií. Pár si nechal na Ringstrasse ve Vídni postavit nádherný palác. Přestěhovali se tam v roce 1865, ale protože Marie Terezie palác nikdy neměla ráda, prodali jej v roce 1871 bankéřům a investorům. O dva roky později byl zrenovovaný palác při příležitosti světové výstavy ve Vídni v roce 1873 otevřen jako Hotel Imperial.
Po prodeji paláce pár zakoupil mnohem menší městský palác jménem Strudelhof. V Altmünsteru na pobřeží Traunsee, nedaleko císařova letního sídla v Bad Ischlu si nechali postavit velkou vilu. Kolem roku 1900 se manželé přestěhovali do Stuutgartu, kde žili poblíž svých synů v Prinzenbau.
Po smrti svého bratrance Mikuláše v roce 1903 se stal Filip až do své smrti v roce 1917 předpokládaným dědicem württemberského královského trůnu. Byl však o deset let starší, než král Vilém II., a tak byl za následníka trůnu považován jeho nejstarší syn Albrecht. 29. listopadu Württemberská monarchie, se zhroucením Německého císařství po první světové válce, zanikla.
Vévoda Filip zemřel 11. října 1917 ve Stuttgartu ve věku 79 let; manželka jej přežila o deset let.

## Manželství a potomci
V roce 1865 se sedmadvacetiletý Filip Württemberský oženil s o sedm let mladší arcivévodkyní Marií Terezií Rakousko-Těšínskou, dcerou Albrechta Rakousko-Těšínského a Hildegardy Bavorské. Měli spolu pět dětí:
- 1. Albrecht (23. 12. 1865 Vídeň – 31. října 1939 Altshausen), korunní princ württemberský, hlava dynastie Württemberků od roku 1921 až do své smrti[1]
⚭ 1893 Markéta Sofie Rakouská (13. 5. 1870 Artstetten – 24. 8. 1902 Gmunden), rodem rakouská arcivévodkyně[2]
- 2. Marie Amélie (23. 12. 1865 Vídeň – 16. 12. 1883 Arco)[3]
- 3. Marie Isabella (30. 8. 1871 Orth an der Donau – 24. 5. 1904 Drážďany)[4]
⚭ 1894 Jan Jiří Saský (10. 7. 1869 Drážďany – 24. 11. 1938 Altshausen), princ saský[5]
- 4. Robert (14. 1. 1873 Merano – 12. 4. 1947 Altshausen)[6]
⚭ 1900 Marie Imakuláta Rakousko-Toskánská (3. 9. 1878 Baden – 25. 11. 1968 Altshausen), rodem rakouská arcivévodkyně[7]
- 5. Ulrich (13. 6. 1877 Gmunden – 13. 6. 1944 Altshausen), svobodný a bezdětný[8]

## Vévodské větev královské dynastie
Filip Württemberský náležel do páté větve (zvané "vévodská větev") rodu Württemberků, kterou založil sedmý syn Fridricha II. Evžena Württemberského Alexandr. Po zániku nejstarší větve v roce 1921 zůstala katolická vévodská linie jedinou dynastickou větví dříve panující rodiny. Morganatické větve Württemberků – Teckové a vévodové z Urachu – byly genealogicky vyšší, než vévodská větev, ale byly nezpůsobilé k nástupu na trůn.

## Vyznamenání
- Řád württemberské koruny
- Řád Fridrichův
- Řád zlatého rouna
- Královský uherský řád sv. Štěpána
- Řád sv. Huberta
- Řád Leopolda
- Řád routové koruny
- Vévodský sasko-ernestinský domácí řád
- Řád Jindřicha Lva

## Vývod z předků
|                     |                                       |  |                           |                                            |  |  |  |  |  |  |  | Karel Alexandr Württemberský |
|                     |                                       |  |                           |                                            |  |  |  |  |  |  |  |                              |
|                     | Fridrich II. Evžen Württemberský      |  |                           |                                            |  |  |  |  |  |  |  |                              |
|                     |                                       |  |                           |                                            |  |  |  |  |  |  |  |                              |
|                     |                                       |  |                           | Marie Augusta Thurn-Taxis                  |  |  |  |  |  |  |  |                              |
|                     |                                       |  |                           |                                            |  |  |  |  |  |  |  |                              |
|                     | Alexandr Württemberský                |  |                           |                                            |  |  |  |  |  |  |  |                              |
|                     |                                       |  |                           |                                            |  |  |  |  |  |  |  |                              |
|                     |                                       |  |                           | Fridrich Vilém Braniborsko-Schwedtský      |  |  |  |  |  |  |  |                              |
|                     |                                       |  |                           |                                            |  |  |  |  |  |  |  |                              |
|                     | Bedřiška Braniborsko-Schwedtská       |  |                           |                                            |  |  |  |  |  |  |  |                              |
|                     |                                       |  |                           |                                            |  |  |  |  |  |  |  |                              |
|                     |                                       |  |                           | Žofie Dorota Pruská                        |  |  |  |  |  |  |  |                              |
|                     |                                       |  |                           |                                            |  |  |  |  |  |  |  |                              |
|                     | Alexandr Württemberský                |  |                           |                                            |  |  |  |  |  |  |  |                              |
|                     |                                       |  |                           |                                            |  |  |  |  |  |  |  |                              |
|                     |                                       |  |                           | Arnošt Fridrich Sasko-Kobursko-Saalfeldský |  |  |  |  |  |  |  |                              |
|                     |                                       |  |                           |                                            |  |  |  |  |  |  |  |                              |
|                     | František Sasko-Kobursko-Saalfeldský  |  |                           |                                            |  |  |  |  |  |  |  |                              |
|                     |                                       |  |                           |                                            |  |  |  |  |  |  |  |                              |
|                     |                                       |  |                           | Žofie Antonie Brunšvicko-Wolfenbüttelská   |  |  |  |  |  |  |  |                              |
|                     |                                       |  |                           |                                            |  |  |  |  |  |  |  |                              |
|                     | Antoinetta Sasko-Kobursko-Saalfeldská |  |                           |                                            |  |  |  |  |  |  |  |                              |
|                     |                                       |  |                           |                                            |  |  |  |  |  |  |  |                              |
|                     |                                       |  |                           | Jindřich XXIV. Reuss-Ebersdorf             |  |  |  |  |  |  |  |                              |
|                     |                                       |  |                           |                                            |  |  |  |  |  |  |  |                              |
|                     | Augusta Reuss Ebersdorf               |  |                           |                                            |  |  |  |  |  |  |  |                              |
|                     |                                       |  |                           |                                            |  |  |  |  |  |  |  |                              |
|                     |                                       |  |                           | Karolína Ernestina z Erbach-Schönbergu     |  |  |  |  |  |  |  |                              |
|                     |                                       |  |                           |                                            |  |  |  |  |  |  |  |                              |
| Filip Württemberský |                                       |  |                           |                                            |  |  |  |  |  |  |  |                              |
|                     |                                       |  |                           |                                            |  |  |  |  |  |  |  |                              |
|                     |                                       |  | Ludvík Filip I. Orleánský |                                            |  |  |  |  |  |  |  |                              |
|                     |                                       |  |                           |                                            |  |  |  |  |  |  |  |                              |
|                     | Ludvík Filip II. Orleánský            |  |                           |                                            |  |  |  |  |  |  |  |                              |
|                     |                                       |  |                           |                                            |  |  |  |  |  |  |  |                              |
|                     |                                       |  |                           | Luisa Henrietta Bourbonská                 |  |  |  |  |  |  |  |                              |
|                     |                                       |  |                           |                                            |  |  |  |  |  |  |  |                              |
|                     | Ludvík Filip                          |  |                           |                                            |  |  |  |  |  |  |  |                              |
|                     |                                       |  |                           |                                            |  |  |  |  |  |  |  |                              |
|                     |                                       |  |                           | Ludvík Jan Maria Bourbonský                |  |  |  |  |  |  |  |                              |
|                     |                                       |  |                           |                                            |  |  |  |  |  |  |  |                              |
|                     | Luisa Marie Adelaida Bourbonská       |  |                           |                                            |  |  |  |  |  |  |  |                              |
|                     |                                       |  |                           |                                            |  |  |  |  |  |  |  |                              |
|                     |                                       |  |                           | Marie Tereza Felicitas d'Este              |  |  |  |  |  |  |  |                              |
|                     |                                       |  |                           |                                            |  |  |  |  |  |  |  |                              |
|                     | Marie Orleánská                       |  |                           |                                            |  |  |  |  |  |  |  |                              |
|                     |                                       |  |                           |                                            |  |  |  |  |  |  |  |                              |
|                     |                                       |  |                           | Karel III. Španělský                       |  |  |  |  |  |  |  |                              |
|                     |                                       |  |                           |                                            |  |  |  |  |  |  |  |                              |
|                     | Ferdinand I. Neapolsko-Sicilský       |  |                           |                                            |  |  |  |  |  |  |  |                              |
|                     |                                       |  |                           |                                            |  |  |  |  |  |  |  |                              |
|                     |                                       |  |                           | Marie Amálie Saská                         |  |  |  |  |  |  |  |                              |
|                     |                                       |  |                           |                                            |  |  |  |  |  |  |  |                              |
|                     | Marie Amálie Neapolsko-Sicilská       |  |                           |                                            |  |  |  |  |  |  |  |                              |
|                     |                                       |  |                           |                                            |  |  |  |  |  |  |  |                              |
|                     |                                       |  |                           | František I. Štěpán Lotrinský              |  |  |  |  |  |  |  |                              |
|                     |                                       |  |                           |                                            |  |  |  |  |  |  |  |                              |
|                     | Marie Karolína Habsbursko-Lotrinská   |  |                           |                                            |  |  |  |  |  |  |  |                              |
|                     |                                       |  |                           |                                            |  |  |  |  |  |  |  |                              |
|                     |                                       |  |                           | Marie Terezie                              |  |  |  |  |  |  |  |                              |
|                     |                                       |  |                           |                                            |  |  |  |  |  |  |  |                              |